# Marcé-sur-Esves
Marcé-sur-Esves é uma comuna francesa na região administrativa do Centro, no departamento Indre-et-Loire. Estende-se por uma área de 11,05 km². Em 2010 a comuna tinha 242 habitantes (densidade: 21,9 hab./km²).